# 崔继国
崔继国（1931年11月—2022年8月7日），男，汉族，山东文登人，中华人民共和国政治人物，曾任中共日喀则地委副书记，西藏自治区人大常委会副主任。